# 여성주의와 미디어
다양한 미디어에서 여성주의의 사회정치적 활동과 사상이 표현되고 있다. 신문, 문학, 라디오, 텔레비전, 소셜 미디어, 영화, 비디오 게임이 대표적이다. 미디어는 지금까지 많은 페미니즘 운동이 발전하는 데 필수적인 역할을 해왔다.

## 역사
19세기부터 시작된 여성주의의 역사는 현재에도 계속되고 있다. 여성주의는 크게 제1세대, 제2세대, 제3세대로 분류할 수 있다. 
'여성 참정권론자'와 '페미니스트'라는 용어는 주로 1900년대 초반에 일어난 서로 다른 운동을 지칭한다. 여성 참정권론자들은 여성이 선거 투표권을 행사하도록 하되, 여성은 집안일(가족과 지역사회를 돌보는 일)에 충실해야 한다는 생각을 고수했다. 한편 페미니스트들은 참정권을 옹호하면서 여성도 "남성처럼 동등하게 참여할 권리, 경제 자립, 사생활 및 성생활의 자유"를 보장받아야 한다고 주장했다(핀, 2012).

### 제1세대 여성주의
제1세대 여성주의는 19세기부터 20세기 초까지 일어난 페미니즘 운동을 뜻한다. 당시에 여성은 자신의 인생을 주도할 힘이 거의 없었다. 대체로 주부로 교육을 받지 못했으며 재산권이나 경제권을 소유하지 못했기 때문이다. 이들의 인생은 지나치게 제한되어 있었고, 어머니나 아내로서의 역할에 갇혀 있는 환경에 불만을 낳았다.
당시에 페미니스트(대부분 중산층 백인 여성)들은 여성이 처한 법률상 제약, 이를 테면 여성 참정권에 중점을 두었다. 제1세대는 1848년 세네카 폴스 선언에서 엘리자베스 케이디 스탠턴이 초안을 작성하면서 형성되었다. 선언문에는 페미니스트의 정략과 이념이 정리되어 있었다. 참정권론자들은 자신들의 뜻에 더 많은 여성들을 동참시키고자 힘을 합쳤으며, 재건 시대와 노예제 폐지운동 때 사용된 선전과 로비 활동 같은 기존 방식에 반기를 들었다.
여성들이 사회에서 보다 주도적인 역할을 할 수 있게 된 제2차 대각성 운동과 노예제 폐지 및 금주 운동이 제1세대 여성주의에 동력을 불어넣었다. 이러한 운동에서 여성들은 대체로 배제되었으므로 참정권론자들은 여성 참정권을 촉구했다. 하지만 참정권론자 전부가 페미니스트가 아니었기에 투표권을 원했지만 성 평등에 찬성하지는 않았다. 1860년 뉴욕에서 여성의 재산 소유를 합법화한 기혼 여성 재산법이 통과되면서 참정권론자와 페미니스트는 최초로 결실을 맺었다. 1920년 의회가 미국 수정 헌법 제19조를 비준하여 여성에게 투표권을 허용했을 때도 성과를 거두었다.

#### 제1세대 여성주의의 미디어 활용
제1세대 여성주의의 뜻은 주로 신문과 인쇄 매체(소책자와 간행물 등) 형태로 퍼져나갔다.

### 제2세대 여성주의
페미니스트들은 여성 전용 단체인 (NOW)를 결성하고 여성 평등을 지지하는 문서인 "BITCH 선언문"을 발표하여 이목을 집중시키고자 했다. 급진 페미니스트들은 "성별은 비교 대상이라기보다는 절대적 범주"라는 주장을 내세웠다. 